# Busseola praepallens
Busseola praepallens là một loài bướm đêm trong họ Noctuidae.